# Нурмагамбетов, Башир Нурмагамбетович
Башир Нурмагамбетович Нурмагамбетов (1914—1982) — один из инициаторов стахановского движения в угольной промышленности Казахстана, Герой Социалистического Труда (1948).

## Биография
Начал трудовую деятельность в 1928 году, с 1937 года работал шахтёром, затем машинистом угольного комбайна Карагандинского угольного комбината. Член КПСС с 1940 года. В годы Великой Отечественной войны и восстановления народного хозяйства выполнял по 2-3 нормы, управляя тремя врубовыми машинами, выступил инициатором внедрения скоростных методов выработки.
За выдающиеся успехи в деле увеличения добычи угля, восстановления и строительства угольных шахт и внедрение передовых методов работы, обеспечивающих значительный рост производительности труда удостоен звания Героя Социалистического Труда указом Президиума Верховного Совета СССР от 28 августа 1948 года с вручением ордена Ленина и золотой медали «Серп и Молот».
В 1949—1956 годах являлся депутатом Верховного Совета Казахской ССР. В 1975 году вышел на пенсию.
Скончался 24 февраля 1982 года, похоронен на Старомихайловском кладбище Караганды.

## Награды и звания
Награждён орденом Ленина, двумя орденами Трудового Красного Знамени, орденом «Знак Почёта».
Почётный гражданин города Караганда (1973).